# Grünfeld Vilmos
Grünfeld Vilmos, Wilhelm Grünfeld (Pest, 1855. december 17. – Budapest, 1921. november 26.) hegedűművész és -tanár, az Operaház hangversenymestere, a Grünfeld–Bürger-vonósnégyes primáriusa volt.

## Élete
Grünfeld Simon (1808–1897) magánzó és Grünfeld Jozefin (1820–1912) fia. Huber Károly és Ridley-Kohne Dávid tanítványa volt Pesten, majd Bécsben képezte tovább magát. Mindössze tizennégy évesen előadta Beethoven hegedűversenyét.
1869. október 1-jétől játszott a Nemzeti Színház, ill. 1884-től az Operaház zenekarában. Itt 1902-ben első hangversenymester lett. 1915-ben vonult nyugdíjba.
Kamarazenészként előbb a Hubay–Popper-vonósnégyesben működött, majd 1894-ben saját együttest alapított Bürger Zsigmonddal. Ez a kvartett 1910-ig állt fent.
1898-tól húsz éven át tanított a Zeneakadémián. Legismertebb tanítványai Bárdos Alice és Melles Béla voltak.
Rokonságban állott a „kis Rott”-tal, Rott Sándor színésszel. A nagy tekintélyű Grünfeld intézte el, hogy még műkedvelőként statisztálhasson az Operaházban.
Második felesége Schuk Anna (1863–1937) volt, akivel 1910. december 24-én Budapesten kötött házasságot.
Sírja a Kozma utcai izraelita temetőben található (5A–2–36).

## Díjai, kitüntetései
- 1915 – Ferenc József-rend lovagkeresztje
- 1917 – A Magyar Királyi Operaház Zenekarának örökös tagja